# Klaus Fehrmann
Klaus Fehrmann (* 13. Juni 1935 in Leipzig; † 22. Juli 2003) war ein deutscher Politiker der SED und Wirtschaftsfunktionär in der DDR. Er war Kombinats- und Generaldirektor des VEB Kombinat Deko Plauen und von 1981 bis 1989 Abgeordneter der Volkskammer.

## Leben
Fehrmann, Sohn einer Kontoristin und eines Spediteurs, studierte nach dem Abitur an der Universität Leipzig und wurde 1957 Diplom-Wirtschaftswissenschaftler.
Bis 1960 war Fehrmann Ökonom im VEB Thüringische Teppichfabriken in Münchenbernsdorf und ging dann zur VVB Deko Plauen. Dort war er bis 1963 persönlicher Referent, bis 1965 Leiter der Abteilung Planung, 1967 Assistent des Betriebsdirektors und wurde im selben Jahr selbst Betriebsdirektor des VEB Tüllgardinen- und Spitzenwerke in Dresden.
1970/71 war Fehrmann Werkdirektor des VEB Plauener Spitze im Werk Dresden, 1972/73 Leiter der Abteilung Wissenschaftliche Leitung der VVB Deko Plauen, 1974–76 Stellvertreter des Generaldirektors und 1976–90, als Nachfolger von Kurt Schmidt, Generaldirektor der VVB Deko Plauen (später VE Kombinat Deko Plauen).
Fehrmann war seit 1961 Mitglied der SED und studierte 1973/74 an der Parteihochschule der KPdSU in Moskau. 1973 wurde er zum Dr. oec. promoviert und 1981 in die Volkskammer gewählt.
Nach dem Ende der DDR verlor Fehrmann bis 1990 alle Funktionen.